# Литературна бесмисленост
Литературна бесмисленост је широка категоризација књижевности која користи елементе који имају смисла са некима који немају, са ефектом подривања језичких конвенција или логичког закључивања. Иако је најпознатији облик књижевне бесмислице бесмислени стих, овај жанр је присутан у многим облицима књижевности.
Ефекат бесмислица је често узрокован вишком значења, а не недостатком истог. Његов хумор потиче из његове бесмислене природе, а не из духовитости или шале.

## Историја
Литературна бесмислица, која се препознаје још од деветнаестог века, долази из комбинације два широка уметничка извора. Први и старији извор је усмена народна традиција, укључујући игре, песме, драме и риме, као што је дечја песмица Hey Diddle Diddle. Књижевна фигура, бајка "Мајка Гуска" представља уобичајене инкарнације овог стила писања.
Други, новији извор књижевних бесмислица је у интелектуалним апсурдима дворских песника, научника и интелектуалаца разних врста. Ови писци су често стварали софистициране бесмислене облике латинских пародија, верских травестија и политичке сатире, иако се ови текстови разликују од чистије сатире и пародије по својим претераним бесмисленим ефектима.
Данашња литературна бесмислица долази из комбинације оба извора. Иако није први који је написао ову хибридну врсту бесмислица, Едвард Лер ју је развио и популаризовао у својим бројним стиховима (почев од A Book of Nonsense, 1846) и другим познатим текстовима као што су Сова и мачкица, Пенис са светлећим носом, The Jumblies и Прича о четворо мале деце која су обишла свет. Луис Керол је наставио овај тренд, претварајући књижевну бесмислицу у светски феномен са Алисом у земљи чуда (1865) и Алисом с оне стране огледала (1871). Керолова песма Jabberwocky, која се појављује у последњој књизи, често се сматра суштинском бесмислицом.

## Теорија
У књижевној бесмислици, одређени формални елементи језика и логике који олакшавају значење балансирани су елементима који негирају значење. Ови формални елементи укључују семантику, синтаксу, фонетику, контекст, репрезентацију и формалну дикцију. Жанр је најлакше препознати по различитим техникама или механизмима које користи да створи ову равнотежу значења и недостатка значења, као што су неисправни узрок и последица, портманто, неологизам, преокрети и инверзије, непрецизност (укључујући бесмислице), симултаност, неподударност слика и текста, произвољност, бесконачно понављање, негативност или пресликавање и злоупотреба.  Бесмислена таутологија, редупликација и апсурдна прецизност такође су коришћени у жанру бесмислица. Да би текст био у жанру књижевне бесмислице, мора да има обиље бесмислених техника утканих у ткиво дела. Ако текст користи само повремене бесмислице, онда се не може класификовати као књижевна бесмислица, иако може постојати бесмислен ефекат на одређене делове дела. Tristram Shandy Лоренса Стерна, на пример, користи бесмислицу непрецизности тако што укључује празну страницу, али ово је само једна бесмислица у роману која иначе има смисла. У делу Трећи полицајац Флана О'Брајена, с друге стране, многа средства бесмислица су присутна свуда, па би се стога могло сматрати бесмисленим романом.

## Разлика
Брбљарија, лаки стихови, фантазија, вицеви и загонетке се понекад погрешно сматрају књижевним бесмислицама, а конфузност је већа јер бесмислица понекад може постојати у овим (и многим другим) формама и жанровима.
Чисто брбљање, као у дечјој песмици Hey Diddle Diddle  је средство бесмислица, али не чини текст, свеукупно, литературном бесмислицом. Ако нема значајног смисла за балансирање таквих средстава, онда се текст претвара у дословну (за разлику од књижевне) бесмислицу.
Лагани стих, који је уопштено говорећи духовити стих намењен забави, може делити хумор, неповезаност и разиграност са бесмислицом, али обично има јасну поенту или шалу и нема потребну тензију између значења и недостатка значења.
Бесмислице се разликују од фантазије, иако понекад постоје сличности између њих. Док бесмислице могу користити чудна створења, другачије световне ситуације, магију и фантастичне животиње које говоре, ови натприродни феномени нису бесмислени ако имају уочљиву логику која подржава њихово постојање. Разлика лежи у кохерентној и јединственој природи фантазије. Све следи логику у оквиру правила света фантазије; свет бесмислица, с друге стране, нема свеобухватан систем логике, иако може имплицирати постојање недокучивог, само изван нашег досега. Природа магије унутар имагинарног света је пример ове разлике. Светови фантазије користе присуство магије да логички објасне немогуће. У бесмисленој литератури магија је ретка, али када се догоди, њена бесмислена природа само доприноси мистерији, а необјашњава логично било шта.
Загонетке су само бесмислице док се не пронађе одговор. Најпознатија загонетка бесмислице је таква само зато што првобитно нема одговор. У Кероловој Алиси у земљи чуда, Луди шеширџија пита Алису: „Зашто је гавран попут писаћег стола?“ Када Алиса одустане, Шеширџија одговара да ни он не зна, стварајући бесмислену загонетку. Неки наизглед бесмислени текстови су заправо загонетке, као што је популарна песма из 1940-их Mairzy Doats, за коју се у почетку чини да има мало уочљивог значења, али има поруку која се може открити. Шале нису бесмислице јер њихов хумор произилази из њиховог смисла, из нашег „схватања“, док су бесмислице смешне јер немају смисла, ми то не „схватамо“.

## Пријем
Док је већина савремених бесмислица написана за децу, форма има широку историју у конфигурацијама за одрасле пре деветнаестог века. Ликови попут Џона Хоскинса, Хенрија Пичама, Џона Сандфорда и Џона Тејлора живели су почетком седамнаестог века и у своје време били познати писци бесмислица. Глупост је такође била важан елемент у делима Флана О'Брајена и Ежена Јонескоа. Књижевне бесмислице, за разлику од народних бесмислица које су одувек постојале у писаној историји, први пут су писане за децу почетком деветнаестог века. Популаризирао их је Едвард Лер, а касније Луис Керол. Данас литературне бесмислице уживају подједнак пријем и код одраслих и код деце.

## Писци бесмислица
Напомена: Ниједан од ових писаца се не сматра ексклузивно „писцем бесмислица“. Неки од њих су писали текстове за које се сматра да припадају том жанру (као код Лера, Керола, Гореја, Ленона, Сендбурга), док други користе само бесмислице као повремено средство (као код Џојса, Џастера). Сви ови писци писали су и ван жанра бесмислица. Неки од писаца су:
- Даглас Адамс
- Џон Престон
- Ентони Берџес
- Луис Керол
- Кларк Кулиџ
- Ајвор Катлер
- Роалд Дал
- Дејв Егерс
- Џон Флансборо
- Мајк Гордон
- Едвард Гореј
- Ерик Ајдл
- Џејмс Џојс
- Нортон Џастер
- Џозеф Кенеди
- Френк Ки
- Радјард Киплинг
- Џон Арно Лосон
- Едвард Лер
- Денис Ли
- Џон Ленон
- Боб Дилан
- Џон Линел
- Маргарет Мејхи
- Т.А. Спајк Милиган
- Теодор Сус Гајзел
- „Вирд Ал” Јанковик

Писци бесмислица на другим језикцима, осим енглеског, су:
- Алфонс Але (француски)
- Цезар Аира (аргентински)
- Семјуел Бекет (француски)
- Мирон Бјалошевски (пољски)
- Пјер Дак (француски)
- Кампос де Карваљо (бразилски)
- Ленарт Хелсинг (шведски)
- Синкен Хоп (норвешки)
- Еуген Јонеско (француски)
- Алфред Жари (француски)
- Фригеш Коринти (мађарски)
- Данил Хармс (руски)
- Велимир Хлебњиков (руски)
- Фоско Марани (италијански)
- Кристијан Моргенштерн (немачки)
- Ерик Сати (француски)
- Амос Тутуола (нигеријски)
- Борис Вијан (French)

## Популарна култура
Боб Дилан је написао неке текстове који садрже  технике бесмислица, посебно средином 1960-их, у песмама као што су "Bob Dylan's 115th Dream" и "Tombstone Blues".
Дејвид Бирн, из арт рок групе новог таласа Talking Heads, користио је технике бесмислица у писању песама. Бирн је често комбиновао кохерентне, али неповезане фразе да би направио бесмислене текстове у песмама као што су: "Burning Down the House", "Making Flippy Floppy" и "Girlfriend Is Better". Ова тенденција је била основа наслова за концертни филм Talking Heads-а, Stop Making Sense. 
Сид Барет, оснивач Пинк Флојда, био је познат по свом често бесмисленом писању песама под утицајем Лера и Керола, што се у великој мери налазило на првом албуму Пинк Флојда, The Piper at the Gates of Dawn.
Стрип Глена Бакстера је често са бесмислицама, ослањајући се на збуњујућу међуигру између речи и слике.
The Tomfoolery Show је била америчка цртана хумористичка телевизијска серија заснована на бесмислицама Едварда Лера, Луиса Керола и других.
Zippy the Pinhead, Била Грифита, је амерички стрип која меша филозофију, укључујући оно што се назива „хајдегеровски поремећаји“ и поп културу у својим бесмисленим процесима.

### Примарни извори
- Allen, Woody, Without Feathers. New York, Random House, 1972.
- Benson, John P. The Woozlebeasts. New York: Moffat, Yard & Co., 1905.
- Burgess, Anthony. A Long Trip to Teatime. London: Dempsey and Squires, 1976.
- Carroll, Lewis (Charles Lutwidge Dodgson), Alice in Wonderland (1865). ed. Donald J. Gray, 2nd edition. London: Norton, 1992.

_________. The Complete Works of Lewis Carroll. London: Nonesuch Press, 1940.
- Daly, Nicholas. A Wanderer in Og. Cape Town: Double Storey Books, 2005.
- Eggers, Dave and his brother Christopher] aka Dr. and Mr. Doris Haggis-on-Whey'. Giraffes? Giraffes!, The Haggis-On-Whey World of Unbelievable Brilliance, Volume 1., Earth: McSweeney's, 2003.

_________. Your Disgusting Head: The Darkest, Most Offensive—and Moist—Secrets of Your Ears, Mouth and Nose, Volume 2., 2004.
_________. Animals of the Ocean, In particular the giant squid, Volume 3, 2006
_________. Cold Fusion, Volume 4, 2008
- Gordon, Mike. Mike's Corner: Daunting Literary Snippets from Phish's Bassist. Boston: Bulfinch Press, 1997.
- Gorey, Edward. Amphigorey. New York: Perigee, 1972.

_________. Amphigorey too. New York: Perigee, 1975.
_________. Amphigorey Also. Harvest, 1983.
_________. Amphigorey Again. Barnes & Noble, 2002.
- Kipling, Rudyard, Just So Stories.New York: Signet, 1912.
- Lawson, JonArno. Down in the Bottom of the Bottom of the Box. Erin: The Porcupine's Quill, 2012.
- Lear, Edward, The Complete Verse and Other Nonsense. Ed. Vivian Noakes. London: Penguin, 2001.
- Lee, Dennis, Alligator Pie. Boston: Houghton Mifflin, 1975.
- Lennon, John, Skywriting by Word of Mouth and other writings, including The Ballad of John and Yoko. New York: Perennial, 1986.

_________. The Writings of John Lennon: In His Own Write, A Spaniard in the Works New York: Simon and Schuster, 1964, 1965.
- Milligan, Spike, Silly Verse for Kids. London: Puffin, 1968.
- Morgenstern, Christian, The Gallows Songs: Christian Morgenstern's "Galgenlieder", trans. Max Knight. Berkeley: University of California Press, 1963.
- Peake, Mervyn, A Book of Nonsense. London: Picador, 1972.

_________. Captain Slaughterboard Drops Anchor. London: Country Life Book, 1939.
_________. Rhymes Without Reason. Eyre & Spottiswoode, 1944.
_________. Titus Groan. London:, London: Methuen, 1946.
- Rasmussen, Halfdan. Hocus Pocus: Nonsense Rhymes, adapted from Danish by Peter Wesley-Smith, Illus. IB Spang Olsen. London: Angus & Robertson, 1973.
- Ravishankar, Anushka, Excuse Me Is This India? illus. by Anita Leutwiler, Chennai: Tara Publishing, 2001.

_________. Wish You Were Here, Chennai: Tara Publishing, 2003.
_________. Today is My Day, illus. Piet Grobler, Chennai: Tara Publishing, 2003.
- Richards, Laura E., I Have a Song to Sing You: Still More Rhymes, illus. Reginald Birch. New York, London: D. Appleton—Century Company, 1938.

_________. Tirra Lirra: Rhymes Old and New, illus. Marguerite Davis. London: George G. Harrap, 1933.
- Roethke, Theodore, I Am! Says the Lamb: a joyous book of sense and nonsense verse, illus. Robert Leydenfrost. New York: Doubleday & Company, 1961.
- Rosen, Michael, Michael Rosen's Book of Nonsense, illus. Claire Mackie. Hove: Macdonald Young Books, 1997.
- Sandburg, Carl, Rootabaga Stories. London: George G. Harrap, 1924.

_________. More Rootabaga Stories.
- Schweitzer, Louise, One Wild Flower (PhD thesis), London: Austin Macauley, 2012
- Seuss, Dr. On Beyond Zebra!New York: Random House, 1955.
- Thurber, James, The 13 Clocks, 1950. New York: Dell, 1990.
- Watts, Alan, Nonsense. New York: E.P. Dutton, 1975; originally Stolen Paper Review Editions, 1967.

### Антологије
- A Book of Nonsense Verse, collected by Langford Reed, illus. H. M. Bateman. New York & London: G.P. Putnam's Sons, 1926.
- The Book of Nonsense, edited by Paul Jennings. London: Raven Books, 1977.
- The Chatto Book of Nonsense Poetry, ed. Hugh Haughton. London: Chatto & Windus, 1988.
- The Everyman Book of Nonsense Verse, ed. Louise Guinness. New York: Everyman, 2004.
- The Faber Book of Nonsense Verse, ed. Geoffrey Grigson. London: Faber, 1979.
- A Nonsense Anthology, collected by Carolyn Wells. New York: Charles Schribner's Sons, 1902.
- The Nonsensibus, Compiled by D. B. Wyndham Lewis. London: Methuen, 1936
- O, What Nonsense!, selected by William Cole, illus. Tomi Ungerer. London: Methuen & Co., 1966.
- The Puffin Book of Nonsense Verse, selected and illus. Quentin Blake. London: Puffin, 1994.
- Pumpkin Grumpkin: Nonsense Poems from Around the World, Collected by John Agard and Grace Nichols. London: Walker Books, 2011.
- The Tenth Rasa: An Anthology of Indian Nonsense, ed. Michael Heyman, with Sumanyu Satpathy and Anushka Ravishankar. New Delhi: Penguin, 2007. The blog for this book and Indian nonsense:
- This Book Makes No Sense, ed. Michael Heyman. New Delhi: Scholastic, 2012. A slim volume for all ages that includes a piece on how to write nonsense.

### Секундарни извори
- Andersen, Jorgen, "Edward Lear and the Origin of Nonsense" English Studies, 31 (1950): 161–166.
- Baker, William, "T.S. Eliot on Edward Lear: An Unnoted Attribution," English Studies, 64 (1983): 564–566.
- Bouissac, Paul, "Decoding Limericks: A Structuralist Approach," Semiotica, 19 (1977): 1–12.
- Byrom, Thomas, Nonsense and Wonder: The Poems and Cartoons of Edward Lear. New York: E.P. Dutton, 1977.
- Cammaerts, Emile, The Poetry of Nonsense. London: Routledge, 1925.
- Chesterton, G.K., "A Defence of Nonsense," in The Defendant (London: J.M. Dent & Sons, 1914), pp. 42–50.
- Chitty, Susan, That Singular Person Called Lear. London: Weidenfeld & Nicolson, 1988.
- Colley, Ann C., Edward Lear and the Critics. Columbia, SC: Camden House, 1993.

_________. "Edward Lear's Limericks and the Reversals of Nonsense," Victorian Poetry, 29 (1988): 285–299.
_________. "The Limerick and the Space of Metaphor," Genre, 21 (Spring 1988): 65–91.
- Cuddon, J.A., ed., revised by C.E. Preston, "Nonsense," in A Dictionary of Literary Terms and Literary Theory, 4th edition (Oxford: Blackwell, 1976, 1998), pp. 551–58.
- Davidson, Angus, Edward Lear: Landscape Painter and Nonsense Poet. London: John Murray, 1938.
- Deleuze, Gilles, The Logic of Sense, trans. Mark Lester with Charles Stivale, ed. Constantin V. Boundas. London: The Athlone Press, (French version 1969), 1990.
- Dilworth, Thomas, "Edward Lear's Suicide Limerick," The Review of English Studies, 184 (1995): 535–38.

_________. "Society and the Self in the Limericks of Lear," The Review of English Studies, 177 (1994): 42–62.
- Dolitsky, Marlene, Under the Tumtum Tree: From Nonsense to Sense. Amsterdam: John Benjamins, 1984.
- Ede, Lisa S., "The Nonsense Literature of Edward Lear and Lewis Carroll". unpublished PhD dissertation, Ohio State University, 1975.

_________. "Edward Lear's Limericks and Their Illustrations" in Explorations in the Field of Nonsense, ed. Wim Tigges (Amsterdam: Rodopi, 1987), pp. 101–116.
_________. "An Introduction to the Nonsense Literature of Edward Lear and Lewis Carroll" in Explorations in the Field of Nonsense, ed. Wim Tigges (Amsterdam: Rodopi, 1987), pp. 47–60.
- Flescher, Jacqueline, "The language of nonsense in Alice," Yale French Studies, 43 (1969–70): 128–44
- Graziosi, Marco, "The Limerick" on Edward Lear Home Page <https://web.archive.org/web/20000815212456/http://www2.pair.com/mgraz/Lear/index.html>
- Guiliano, Edward, "A Time for Humor: Lewis Carroll, Laughter and Despair, and The Hunting of the Snark" in Lewis Carroll: A Celebration, ed. Edward Guiliano (New York, 1982), pp. 123–131.
- Haight, M.R., "Nonsense," British Journal of Aesthetics, 11 (1971): 247–56.
- Hark, Ina Rae, Edward Lear. Boston: Twayne Publishers, 1982.

_________. "Edward Lear: Eccentricity and Victorian Angst," Victorian Poetry, 16 (1978): 112–122.
- Heyman, Michael, Isles of Boshen: Edward Lear in Context. PhD dissertation, University of Glasgow, 1999. „DSpace Service – University of Glasgow”. Приступљено 12. 5. 2012.

_________. "A New Defense of Nonsense; or, 'Where is his phallus?' and other questions not to ask" in Children's Literature Association Quarterly, Winter 1999–2000. Volume 24, Number 4 (186–194)
_________. "An Indian Nonsense Naissance" in The Tenth Rasa: An Anthology of Indian Nonsense, edited by Michael Heyman, with Sumanyu Satpathy and Anushka Ravishankar. New Delhi: Penguin, 2007.
_________. "Nonsense", with Kevin Shortsleeve, in Keywords for Children's Literature. eds. Philip Nel and Lissa Paul. New York: NYU Press, 2011.
_________. "The Perils and Nonpereils of Literary Nonsense Translation." Words Without Borders. 2 June 2014.
- Hilbert, Richard A., "Approaching Reason's Edge: 'Nonsense' as the Final Solution to the Problem of Meaning," Sociological Inquiry, 47.1 (1977): 25–31
- Huxley, Aldous, "Edward Lear," in On the Margin (London: Chatto & Windus, 1923), pp. 167–172
- Lecercle, Jean-Jacques, Philosophy of Nonsense: The Intuitions of Victorian Nonsense Literature. London, New York: Routledge, 1994.
- Lehmann, John, Edward Lear and his World. Norwich: Thames and Hudson, 1977.
- Malcolm, Noel, The Origins of English Nonsense. London: Fontana/HarperCollins, 1997.
- McGillis, Roderick, "Nonsense," A Companion to Victorian poetry, ed. by Richard Cronin, Alison Chapman, and Anthony Harrison. Oxford: Blackwell, 2002. 155–170.
- Noakes, Vivien, Edward Lear: The Life of a Wanderer, 1968. Glasgow: Fontana/Collins, revised edition 1979.

_________. Edward Lear, 1812–1888. London: Weidenfeld & Nicolson, 1985.
- Nock, S. A., "Lacrimae Nugarum: Edward Lear of the Nonsense Verses," Sewanee Review, 49 (1941): 68–81.
- Orwell, George, "Nonsense Poetry" in Shooting an Elephant and Other Essays. London: Secker and Warburg, 1950. pp. 179–184
- Osgood Field, William B., Edward Lear on my Shelves. New York: Privately Printed, 1933.
- Partridge, E., "The Nonsense Words of Edward Lear and Lewis Carroll," in Here, There and Everywhere: Essays Upon Language, 2nd revised edition. London: Hamilton, 1978.
- Prickett, Stephen, Victorian Fantasy. Hassocks: The Harvester Press, 1979.
- Reike, Alison, The Senses of Nonsense. Iowa City: University of Iowa Press, 1992.
- Robinson, Fred Miller, "Nonsense and Sadness in Donald Barthelme and Edward Lear," South Atlantic Quarterly, 80 (1981): 164–76.
- Sewell, Elizabeth, The Field of Nonsense. London: Chatto and Windus, 1952.
- Stewart, Susan, Nonsense: Aspects of Intertextuality in Folklore and Literature. Baltimore: The Johns Hopkins UP, 1979.
- Swifty, Tom, Perplexicon: Your Pea-Green Guide to Nonsense Literature. Rotterdam: Brave New Books, 2016. An earlier edition was published in 2015 as A Course in Nonsense.
- Tigges, Wim, An Anatomy of Literary Nonsense. Amsterdam: Rodopi, 1988.

_________. "The Limerick: The Sonnet of Nonsense?" Dutch Quarterly Review, 16 (1986): 220–236.
_________. ed., Explorations in the Field of Nonsense. Amsterdam: Rodopi, 1987.
- van Leeuwen, Hendrik, "The Liaison of Visual and Written Nonsense," in Explorations in the Field of Nonsense, ed. Wim Tigges (Amsterdam: Rodopi, 1987), pp. 61–95.
- Wells, Carolyn, "The Sense of Nonsense," Scribner's Magazine, 29 (1901): 239–48.
- Willis, Gary, "Two Different Kettles of Talking Fish: The Nonsense of Lear and Carroll," Jabberwocky, 9 (1980): 87–94.
- Wullschläger, Jackie, Inventing Wonderland, The Lives and Fantasies of Lewis Carroll, Edward Lear, J.M. Barrie, Kenneth Grahame, and A.A. Milne. London: Methuen, 1995.